# Josef František Svoboda
Josef František Svoboda (11. února 1874 Moravské Budějovice – 28. března 1946 Praha) byl moravský úředník, všestranný vlastivědný a národopisný pracovník, historik, archivář a muzeolog. V roce 1934 byl jmenován čestným občanem Moravských Budějovic.

## Život
Narodil se 11. února 1874 v Moravských Budějovicích v rodině krejčího Franze Svobody (1839–1911) a Anny rozené Kovářové (1840–1911). Jeho sourozenci byli: Jan, Františka, Antonie, Marie, Františka a Josefa. S manželkou Marií roz. Šaškovou měli tři děti: Stanislava (1904–1885), Marii (1900–1903) a Josefa (1908–1983).
Po dokončení gymnázia v Třebíči v r. 1896 působil ve finanční správě v Hrotovicích, od r. 1897 v Novém Městě na Moravě a v letech 1912–1925 ve Velkém Meziříčí jako vedoucí pracovník berního úřadu. Při zaměstnání hojně publikoval, studoval archivy a byl jinak činný v kultuře. Podstatnou roli sehrál ve formování muzeí v Novém Městě na Moravě, Žďáru nad Sázavou a Velkém Meziříčí. V roce 1925 odešel do výslužby a odstěhoval se do Prahy.
Během svého působení v Novém Městě na Moravě jako berní úředník zde založil a redigoval v letech 1903–1908 čtrnáctideník Ozvěna z Novoměstska, přejmenovanou v r. 1908 na Horácké listy. V r. 1912 přešel do Velkého Meziříčí, kde pokračoval ve své národopisné práci. S A. Večeřou založil týdeník Velkomeziříčsko. Po smrti Vincence Praska se ujal funkce šéfredaktora Selského archivu a tuto funkci vykonával od r. 1914 až do splynutí s Časopisem pro dějiny venkova v r. 1924. Redigoval Horácký kalendář pro r. 1913, 1914 a 1915 a svými články do nich také přispíval
J. F. Svoboda byl považován za největšího znalce moravského Horácka. Věnoval se jak horácké architektuře, uspořádání obce nebo drobným stavbám, tak i nábytku, keramice, sklu, řemeslům, lidovému kroji a tanci. Do vědeckého světa se zapsal v r. 1930 prvním sešitem monografie Moravské Horácko. Byl zároveň třetím svazkem edice Národopisu lidu českoslovanského. Monografie však, stejně jako celá edice, zůstala nedokončena. Jeho díla byla příkladná po stránce metodické. Vynikala střízlivým, kritickým přístupem k látce a uplatňováním srovnávací metody.
Z historických prací lze jmenovat Velkomeziříčské knihy potazův a nálezů vyššího práva pánů jihlavských z let 1380–1561, Urbář panství velkomeziříčského, s J. Fialou vydal v l. 1937–1939 2 svazky Novoměstského listináře, s Fr. Trnkou Paměti starých písmáků, nebo v l. 1917–1918 Jména našich pozemků. Při své všestrannosti zájmů se dotkl i otázek folkloristických. V Horáckých listech otiskl zvykoslovnou studii Rokem s Moravským Horákem minulého století, v časopise Od Horácka k Podyjí vycházely na pokračování Lidové tance ze západní Moravy. Ovoce svého bádání zúročil ve dvou monografiích Vlastivědy moravské – Žďárský okres a Novoměstský okres, které vyšly v l. 1937 a 1948.
J. F. Svoboda byl muzejním konzervátorem pro tehdejší politické okresy Velké Meziříčí a Nové Město na Moravě, členem Muzejní rady, jednatelem redakčního sboru ediční řady Národopis lidu českoslovanského. Od roku 1925, kdy odešel do výslužby, pobýval v Praze, kde také 28. března 1946 také zemřel.

## Dílo
- Slovíčko o retuši: několik praktických pokynů fotografům-amatérům – Praha: Toman, 1900
- Zábavy mládeže dospělejší – Praha: Josef Richard Vilímek, 1901
- Kalendář českých fotografů – sestavil. Praha: Ignác Leopold Kober, 1902
- Fotograf amateur: průvodce uměním fotografickým – Praha: I. L. Kober, 1903
- Rolník ve styku s úřady finančními: rádce v záležitostech berních a poplatkových pro rolnictvo vůbec, a zvláště představené obce, pomůcka učebná pro žáky hospodářských škol – Nové Město na Moravě: F. Šašek, 1904
- Ozvěna z Novoměstska I.–VI. díl – Nové Město na Moravě: F. Šašek, 1904–1908
- Z cizího humoru – Nové Město na Moravě: F. Šašek, 1905
- Známky kolkové – Plzeň: A. Batěk, 1906
- Kalendář státních úředníků pro r. 1907 – Nové Město na Moravě: F. Šašek, 1907
- O knihách pozemkových – Plzeň: A. Batěk, 1907
- Otázky živnostenské – Plzeň: A. Batěk, 1907
- Domácí advokát – Nové Město na Moravě: F. Šašek, 1907
- Obecní tajemník – Kopřivnice: J. N. Ehrlich, 1907
- Rakouské právo poplatkové. Část II, O známkách kolkových a poplatcích jimi zapravovaných – sestavil. Žďár nad Sázavou: Jan Toman, 1909
- Rakouský poplatkový ekvivalent – Žďár nad Sázavou: Jan Toman, 1910
- Péče o osoby nesvéprávné – Žďár nad Sázavou: Jan Toman, 1911
- Fotografické žerty – Velké Meziříčí: Alois Šašek, 1913
- Ze života a pracovny mistra Mikuláše Aleše: výbor 166 reprodukcí jeho prací pro českou mládež – doprovází slovem. Velké Meziříčí: A. Šašek, 1913[4]
- Helvetská či frajmaurská rebelie r. 1797 – Brno: vlastním nákladem, 1913
- Horácký kalendář 1913 [1914, 1915] – Nové Město na Moravě: F. Šašek, 1913 [1914, 1915]
- Z cechovních truhlic moravských: sbírka moravských a slezských cechovních památek archivních. Sv. 1. – pořádá redakce Selského archivu Josef František Svoboda. Olomouc: Selský archiv, 1915?
- Odhadní kvaterny moravských zemských desek. Kvatern 1 – pořádá redakce Selského archivu; Josef František Svoboda. Olomouc: Selský archiv, 1920
- Moravské urbáře. Sv. 1. – pořádá redakce Selského archivu; Josef František Svoboda. Velké Meziříčí: Selský archiv, 1921
- Musejnictví ve XX. století – Praha: Státní archivní škola,

- Od Horácka k Podyjí: vlastivědný sborník západní Moravy. Roč. II., [1924/25] uspořádali Stanislav Marák a J. F. Svoboda. Znojmo: Okresní osvětový sbor, 1925
- Horácké sklo: příspěvek k dějinám moravského sklářství – Praha: 1926/1928
- Lidová keramika západomoravská: příspěvek k dějinám moravského řemeslného hrnčířství – Praha: vlastním nákladem, 1927
- Českomoravské Horácko slovem i obrazem. Svazek první, Horácká osada – I. serii 50 obrázků Karla Beneše doprovází slovy. Nové Město na Moravě: J. Jun, 1928[5]
- Československá lidová keramika: příspěvky k soubornému studiu – Praha: vlastním nákladem, 1929
- Moravské Horácko. Svazek 3., Lidové umění a zvykosloví. Sešit 1., Lidové umění výtvarné: kritická studie srovnávací – redigoval Karel Chotek. Praha: Ministerstvo školství a národní osvěty, 1930
- Lidová rytina na Moravském Hanácku – Praha: s. n., 1931
- Městský a musejní archiv v Bystřici n. Pernštejnem – Bystřice n. Pernštejnem: Městská spořitelna, 1932
- V horácké domácnosti před třicetiletou válkou – Olomouc: Vlastenecký spolek musejní, 1932
- Zvoničky na moravském Horácku – 73 obrázkové doklady slovy doprovází J. F. Svoboda. Praha: Národopisná společnost československá, 1932[6]
- Městský a musejní archiv v Bystřici n. Pernštejnem. II. část – Bystřice n. Pernštejnem: Městské museum, 1933
- Novoměstský listinář. I. část do roku 1635 – sestavili J. F. Svoboda a Josef Fiala. Nové Město na Moravě: Horácké muzeum, 1937
- Okolí horácké osady: příspěvek k soupisu venkovských výtvarných památek – Praha: Zemědělské museum, 1937
- Vlastivěda moravská. II, Místopis Moravy. Jihlavský kraj. Žďárský okres – Brno: Musejní spolek, 1937
- Novoměstský listinář. II. část, Nové Město městem – sestavili J. Fiala a J. F. Svoboda. Nové Město na Moravě: Horácké muzeum, 1939
- Životem s moravským Horákem minulého století: od kolébky ke hrobu – kresba Vladimíra Urbánka. Helenín u Jihlavy: V. Urbánek, 1940
- Vlastivěda moravská. II., Místopis Moravy. Díl IV., Jihlavský kraj. [Čís. 62], Novoměstský okres – Brno: Musejní spolek, 1948
- Zásady českého musejnictví – Praha: Svaz českých museí, 1949